# Jacques Gotko
Jacques Gotko, nom d'artiste de Yankelli Gotkovski, est un peintre et chef décorateur français, né en 1899 à Odessa (Ukraine), mort en déportation le 2 janvier 1944 à Auschwitz Birkenau.

## Biographie
Originaire de Biélorussie, la famille de Jacques Gotko se réfugie à Paris en 1905. Le père de Gotko, sidérurgiste chez Fiat, meurt prématurément en 1913, laissant sa femme et ses enfants dans le dénuement. Le jeune Gotko entre à l'Académie des Beaux-Arts, aux cours de Marcel Gromaire.
Le collectionneur d'art Oscar Ghez (1905-1998), d'origine juive de Tunisie, décida après la guerre de faire l'acquisition d'œuvres de peintres juifs de l'école de Paris morts en déportation. Il gardait ces toiles dans son musée du Petit Palais de Genève et en offrit 137 à l'Université d'Haïfa, en 1978.

## Filmographie
Chef décorateur
- 1934 : Le Voyage de monsieur Perrichon de Jean Tarride
- 1935 : Joli Monde de René Le Hénaff
- 1935 : Divine de Max Ophüls
- 1936 : La Tendre Ennemie de Max Ophüls
- 1936 : Rigolboche de Christian-Jaque
- 1936 : L'École des journalistes de Christian-Jaque
- 1937 : À nous deux, madame la vie de René Guissart et Yves Mirande

## Peintures
- Musée Hecht, Université de Haïfa :
- La contemporaine, Nanterre (ex-BDIC, Musée d'histoire contemporaine)[2]